# Liste des seigneurs de Parthenay
Les seigneurs de Parthenay se surnomment Larchevêque à partir de Guillaume III, en souvenir de Joscelin II de Parthenay (♰1086), archevêque de Bordeaux au XIe siècle.
La seigneurie de Parthenay, outre Parthenay, compte Secondigny, Champdeniers et Germond.

## Armoiries

### Origines
Ces armes sont une possible brisure de celles des seigneurs de Lusignan (burelé d'argent et d'azur).
Elles sont hypothétiquement passées dans la famille des Parthenay par les femmes au XIe siècle lors du mariage de Simon Ier avec Mélisente de Lusignan, fille d'Hugues VI de Lusignan,. Ces armes sont déjà celles de Guillaume V de Larchevêque sur son sceau en décembre 1225,,,,.

### Représentation héraldique
Sur la cassette reliquaire de Jean de Montmirail et de la Ferté-Gaucher le blason de Guillaume V de Parthenay-Larchevêque y est présent aux côtés des 53 sceaux représentant les plus importants seigneurs de l'époque (vers 1242),.

## Liste des seigneurs deParthenay

### Maison de Parthenay-Larchevêque
Pour les articles homonymes, voir Parthenay (homonymie) et Larchevêque.
- Joscelin Ier de Parthenay (♰ 1012), cité en 1012
- Guillaume Ier de Parthenay (♰ 1058), fils du précédent, marié à Arengarde de Talmont :
- Guillaume II de Parthenay (v. 1030-av. 1058), fils du précédent ;
- Joscelin II de Parthenay (♰1086), frère du précédent, de 1058 à 1059. Entré en religion il devient trésorier de l'abbaye Saint-Hilaire de Poitiers puis archevêque de Bordeaux en 1060-86. La famille prendra le surnom de L'Archevêque ;
- Simon Ier de Parthenay (av. 1047-1075), vidame de Parthenay au nom de son frère Joscelin II, marié à Mélisende de Lusignan, fille d'Hugues VI le Diable, seigneur de Lusignan et d'Audéarde de Thouars, fils de Guillaume Ier ;
- Gelduin (♰ 1093), frère des précédents, fils de Guillaume Ier ;
- Ebbon de Parthenay (♰ 1110), frère des précédents, fils de Guillaume Ier ;
- Guillaume de Parthenay (av. 1075-ap. 1102), fils de Simon Ier, succède à son oncle Ebbon mort en 1110. Il est également trésorier de l'abbaye Saint-Hilaire de Poitiers ;
- Simon II de Parthenay (av. 1075-1121) est le vidame de son frère Guillaume, fils de Simon Ier. Il épouse Emperia ;
- Guillaume III Larchevêque (♰ 1140) succède à son père Simon II. Il épouse Théophanie de Beaumont-Bressuire ;
- Guillaume IV de Larchevêque (♰ 1182) succède à son père Guillaume III. Il épouse Rosane/Rosana ;
- Hugues Ier Larchevêque (♰ 1218) succède à son père Guillaume IV. Il épouse Damette/Damète fille de Payen de Rochefort ;
- Guillaume V Larchevêque (♰ 1243) succède à son père Hugues Ier. Il est excommunié en 1220. Il épouse Amable de Rancon dame de Taillebourg, fille de Geoffroi IV de Rancon et de Jeanne vicomtesse d'Aulnay. Les sœurs données à Guillaume V : 
  - Létice Larchevêque épouse vers 1215/1220 Aimeri Ier seigneur de La Rochefoucauld ;
  - Isabelle épouse en 1223 Philippe du Puy du Fou
- Hugues II Larchevêque (v. 1225-ap. 1271), fils de Guillaume V et d'Amable de Rancon, seigneur de Parthenay en 1243. Il épouse Valence de Lusignan (av. 1230-ap. 1270) en 1247 et hérite l'année suivante les seigneuries ou châtellenies de Geoffroy II de Lusignan, oncle paternel de son épouse et petits-fils d'Hugues VIII de Lusignan : Vouvant, Mervent, Moncontour, Mouchamps, Châtelaillon, Soubise. Les sœurs d'Hugues II :
  - Jacquette, x Geoffroi de Pérusse de La Vauguyon ;
  - Isabelle/Létice, x Maurice de Belleville de Montaigu ;
  - Jeanne, x Pierre III de Rostrenen
- Guillaume VI Larchevêque (av. 1255-ap. 29 mai 1315), seigneur de Parthenay, Vouvant, Mervent, Soubise et Moncontour, fils d'Hugues II. Il épouse en premières noces 1° Jeanne du Perche-Montfort, dame de Montfort-le-Rotrou, Vibraye, Bonnétable et Semblançay, aussi de Châteaux, Vaujours et St-Christophe (ces trois derniers fiefs : aux confins de la Touraine et de l'Anjou, mais venus des sires d'Alluyes au Perche-Gouet ; avec ventes progressives aux Trousseau puis aux Bueil), puis 2° Marguerite de Thouars fille de Guy II, ci-dessous. Ses frère et sœur :
  - Hugues, père d'Eustachie de Parthenay, qui épouse Aimeri de La Jaille des Roches (branche loudunoise)
  - Alix, x Hugues II Maingot de Surgères
- Hugues (III) Larchevêque (♰ av. 1324), seigneur de Montfort-le-Rotrou et de Semblançay, fils aîné de Guillaume VI et de de Jeanne de Montfort-le-Rotrou. Il épouse en juin 1310 Isabeau de Clermont-Nesle, fille du connétable Raoul. Sans postérité ;
- Jean Ier Larchevêque (♰ 1er mai 1358), seigneur de Parthenay, Vouvant, Mervent et Moncontour, succède à son frère Hugues III vers 1322

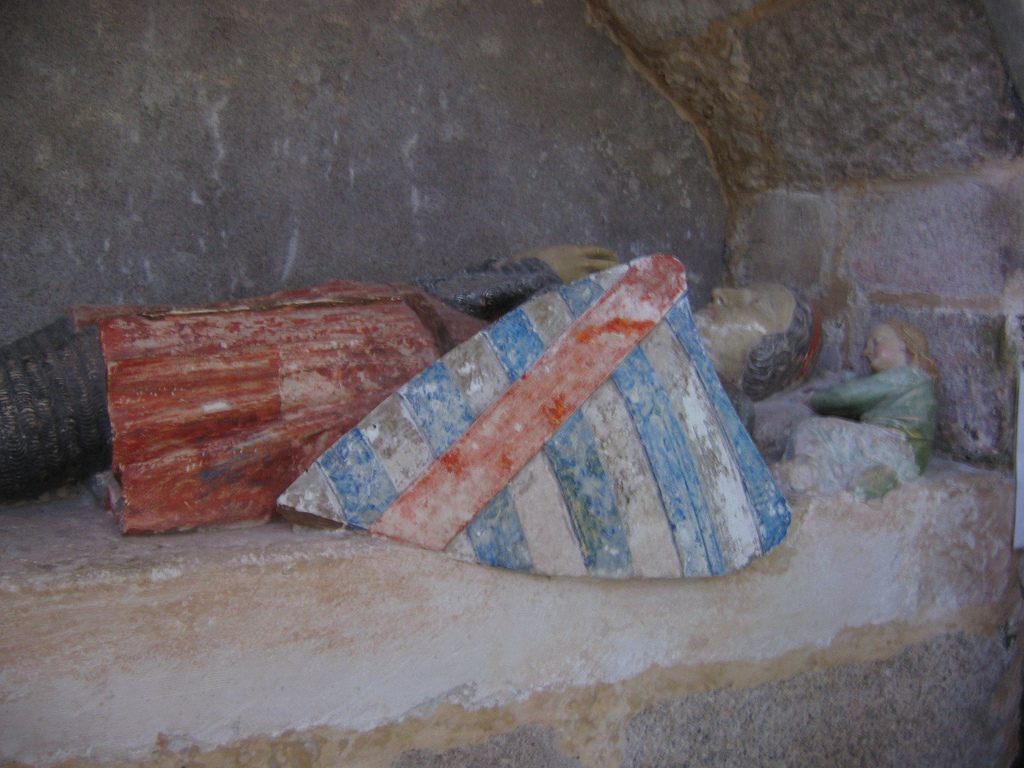
Gisant de Guillaume VII de Parthenay dans l'église Sainte-Croix à Parthenay

  - Sa fille - Isabeau, dame de Semblançay, Bonnétable, Montfort-le-Gesnois/-le-Rotrou et Vibraye (fille de sa 1re femme Marguerite de Chartres-Meslay, fille du vidame Guillaume V ; demi-sœur de Guillaume VII de Parthenay qui suit), épouse Jean IV, comte d'Harcourt ci-dessous ; Isabeau avait un frère, - Jean (II) de Parthenay, x 1327 Béatrix de Craon, qui ne succède pas à leur père Jean Ier car il † prédécédé dès 1327/1330 ; Isabeau et Jean avaient deux demi-sœurs, filles de Jean Ier et de sa 2e femme Marie de Beaujeu, donc sœurs de Guillaume VII L'Archevêque qui suivra : - Marie, x Aymar II de Maulmont de Tonnay-Boutonne, et - Eléonore, abbesse de Fontevraud en 1373-1393
  - deux sœurs d'Hugues (III) et Jean Ier : - Létice, x Maurice IV de Belleville, également seigneur de Palluau, Montaigu... ; - Marie-Clémence, x 1299 Girard III Chabot de Retz
  - Le demi-frère cadet d'Hugues III, de Jean Ier, de Létice et de Marie-Clémence, Guy L'Archevêque (né de Marguerite de Thouars, la deuxième femme de Guillaume VI, fille du vicomte de Thouars Guy II), continue les seigneurs (princes) de Soubise, Mouchamps (dont Parc-Soubise) et Taillebourg (ce dernier fief : jusque vers 1400 ; les autres passent en 1575 aux Rohan par le mariage de Catherine de Parthenay, descendante de Guy, avec René II vicomte de Rohan).Gisant de Guillaume VII de Parthenay dans l'église Sainte-Croix à Parthenay
- Guillaume VII de Parthenay-Larchevêque (♰ 1401/1407) ; fils de Jean Ier et de sa deuxième femme Marie de Beaujeu, fille de Guichard VI de Beaujeu, seigneur de Beaujeu ; demi-frère d'Isabeau de Parthenay ci-dessus, succède à son père. Il épouse dès 1345 Jeanne dame de Mathefelon et Durtal, et obtient de son petit-neveu Jean VI d'Harcourt les terres de Semblançay, Chasteaux, Vaujours et St-Christophe (avec ventes progressives aux Trousseau puis aux Bueil)
- Jean II de Parthenay-Larchevêque (♰ 1427) succède à son père Guillaume VII. Cependant il n'a pas d'héritier de ses deux épouses, Jeanne Chabot la Sage dame de Retz, puis Brunissende fille d'Archambaud V de Périgord. D'ailleurs, ses fiefs lui sont confisqués pour félonie. Il retrouve temporairement ses biens en 1419, mais pour vendre ses domaines au dauphin Charles.
  - Jeanne de Parthenay, la sœur de Jean II, dame de Semblançay, épouse en 1390 Guillaume IV, vicomte de Melun et comte de Tancarville, et transmet ses droits sur Parthenay et Châtelaillon à leur fille Marguerite de Melun, femme de Jacques II d'Harcourt-Montgommery (petit-fils de Jean V et neveu de Jean VI d'Harcourt, lui-même petit-fils de Jean IV et d'Isabeau L'Archevêque ci-dessus), et mère de Marie d'Harcourt qui suivra.
  - Marie de Parthenay, la sœur cadette de Jeanne et Jean II de Parthenay, épouse Louis Ier de Chalon, comte de Tonnerre, d'où la suite des comtes de Tonnerre et des sires de Mathefelon et Durtal

### Maison de Montfort
- Arthur de Richemont (1393-1458), futur duc de Bretagne et connétable de France se voit octroyer Parthenay en 1415 par le roi, mais la donation n’est effective qu'en 1427 sous Charles VII

### Seconde Maison d'Orléans
- Jean d'Orléans, dit le Bâtard d'Orléans (1402-1468), comte de Dunois et de Longueville, succède au connétable de Richemont à la mort de ce dernier en 1458, par faveur royale et aussi par les  droits de sa femme. Car il épousa Marie d'Harcourt († 1464), dame de Parthenay, évoquée ci-dessus, qui descendait deux fois de Jean Ier de Parthenay, par les deux mariages de ce dernier : elle était en effet fille de Marguerite de Melun de Tancarville et Jacques II d'Harcourt-Montgomery, et par ce dernier arrière-arrière-petite-fille de Jean IV comte d'Harcourt et d'Isabeau L'Archevêque de Parthenay, elle-même fille de Jean Ier de Parthenay x 1° Marguerite de Chartres de Meslay ci-dessus ; de plus, par sa mère Marguerite de Melun-Tancarville, elle était arrière-petite-fille de Jeanne de Mathefelon-Durtal et Guillaume VII de Parthenay, lui-même fils de Jean Ier de Parthenay x 2° Marie de Beaujeu
- François Ier d'Orléans (♰ 1491), comte de Dunois et de Longueville, son fils, lui succède
- François II (1491-1513)
- Louis Ier (1513-1516)
- Claude d'Orléans-Longueville (1516-1524)
- Louis II (1524-1536)
- François III (1536-1551)
- Léonor d'Orléans-Longueville (1551-1573)
- Henri Ier (1573-1595)
- Henri II d'Orléans (1595-1641) vend en 1641 la baronnie de Parthenay au maréchal-duc Charles de La Porte de La Meilleraye (d'où le duché de La Meilleraye en 1663, avec pour siège Parthenay et Beaulieu).